# William Kiplagat

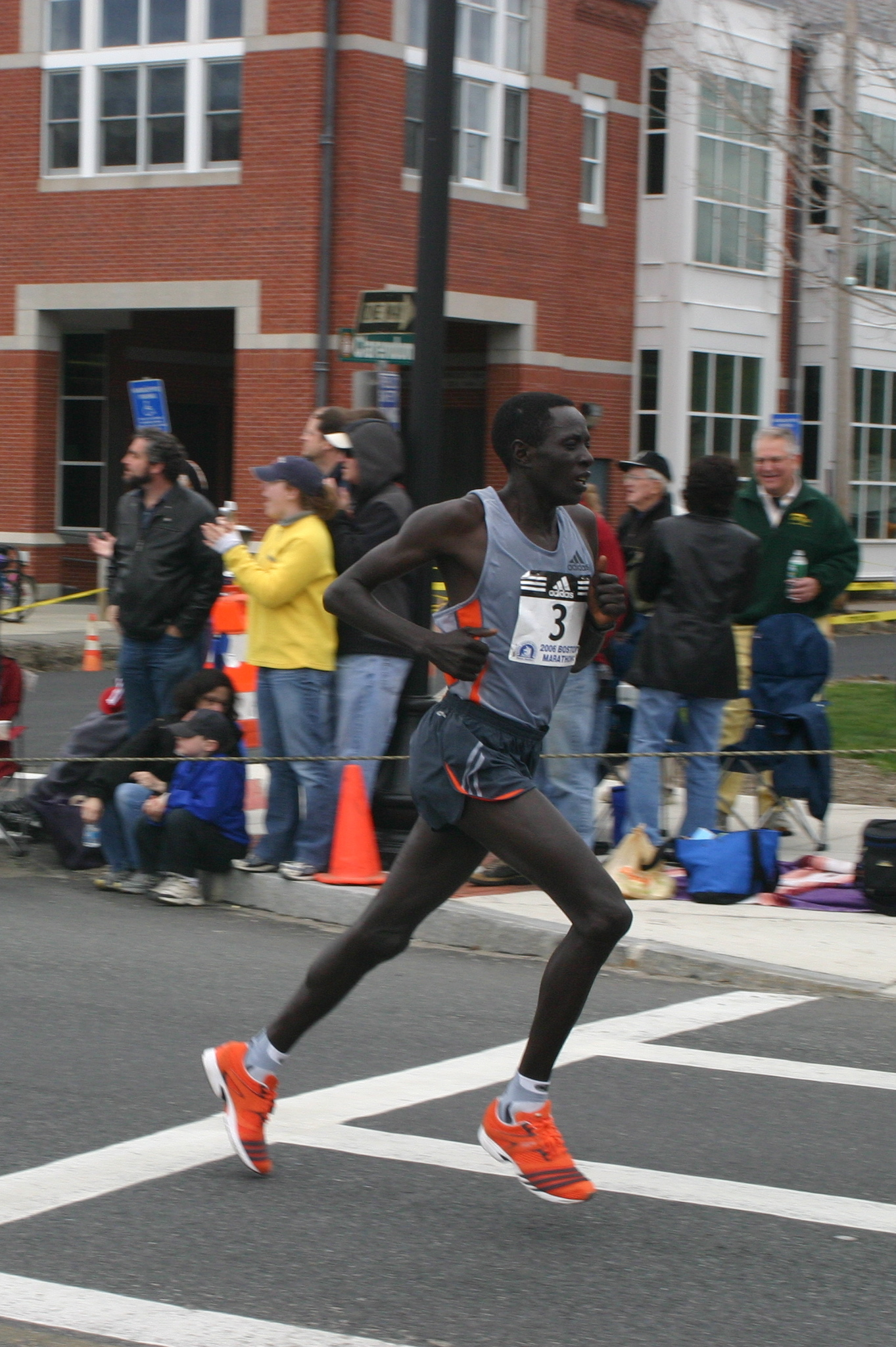
William Kiplagat beim Boston-Marathon 2006

William Kiplagat (* 21. Juni 1972) ist ein ehemaliger kenianischer Halbmarathon- und Marathonläufer.
Schon bei seinem Debüt stellte er als Dritter beim Amsterdam-Marathon 1999 mit 2:06:50 h seine persönliche Bestzeit auf. 2000 wurde er Vierter beim London-Marathon, 2001 Dritter beim Prag- und beim Berlin-Marathon, und 2003 siegte er beim Rotterdam-Marathon in 2:07:42 h und wurde Vierter in Amsterdam in 2:07:50 h.
2005 siegte er beim JoongAng Seoul Marathon, und 2007 wurde er Zweiter beim Biwa-See-Marathon.
Bei den Weltmeisterschaften 2007 in Osaka belegte er den achten Platz.
Er ist ein Onkel von Florence Kiplagat, die ebenfalls Langstreckenläuferin ist.

## Persönliche Bestzeiten
- 10.000 m, 28:05 min, Maldonado (Uruguay), 2000
- Halbmarathon, 59:51 min, Lissabon, 2000
- Marathon, 2:06:50 h, Amsterdam, 1999

## Erfolge im Marathonlauf
| Jahr | Wettbewerb                   | Ort                            | Position  | Zeit          |
| ---- | ---------------------------- | ------------------------------ | --------- | ------------- |
| 1999 | Amsterdam-Marathon           | Amsterdam, Niederlande         | 3. Platz  | 2:06:50 h     |
| 1999 | Cleveland-Marathon           | Cleveland, Vereinigte Staaten  | 3. Platz  | 2:14:16 h     |
| 2000 | London-Marathon              | London, Vereinigtes Königreich | 4. Platz  | 2:09:06 h     |
| 2000 | Chicago-Marathon             | Chicago, Vereinigte Staaten    | 6. Platz  | 2:11:57 h     |
| 2001 | Berlin-Marathon              | Berlin                         | 3. Platz  | 2:09:55 h     |
| 2001 | Prag-Marathon                | Prag, Tschechien               | 3. Platz  | 2:10:29 h     |
| 2002 | London-Marathon              | London, Vereinigtes Königreich | 13. Platz | 2:15:59 h     |
| 2003 | Rotterdam-Marathon           | Rotterdam, Niederlande         | 1. Platz  | 2:07:42 h     |
| 2003 | Weltmeisterschaften          | Paris, Frankreich              | —         | ausgeschieden |
| 2003 | Amsterdam-Marathon           | Amsterdam, Niederlande         | 3. Platz  | 2:07:50 h     |
| 2004 | London-Marathon              | London, Vereinigtes Königreich | 12. Platz | 2:12:04 h     |
| 2004 | JoongAng Seoul Marathon      | Seoul, Südkorea                | 6. Platz  | 2:12:04 h     |
| 2005 | Rotterdam-Marathon           | Rotterdam, Niederlande         | 10. Platz | 2:12:10 h     |
| 2005 | JoongAng Seoul Marathon      | Seoul, Südkorea                | 1. Platz  | 2:08:27 h     |
| 2006 | Boston-Marathon              | Boston, Vereinigte Staaten     | 8. Platz  | 2:13:26 h     |
| 2007 | Biwa-See-Marathon            | Ōtsu, Japan                    | 2. Platz  | 2:10:47 h     |
| 2007 | Weltmeisterschaften          | Osaka, Japan                   | 8. Platz  | 2:19:21 h     |
| 2007 | Seoul International Marathon | Seoul, Südkorea                | 8. Platz  | 2:14:20 h     |
| 2008 | Frankfurt-Marathon           | Frankfurt am Main              | 10. Platz | 2:10:53 h     |
| 2009 | Frankfurt-Marathon           | Frankfurt am Main              | 3. Platz  | 2:07:05 h     |